# Стара Русь
Стара Русь (пол. Stara Ruś) — село в Польщі, у гміні Високе-Мазовецьке Високомазовецького повіту Підляського воєводства.
Населення — 91 особа (2011).
У 1975-1998 роках село належало до Ломжинського воєводства.

## Демографія
Демографічна структура станом на 31 березня 2011 року:
|          | Загалом | Допрацездатний вік | Працездатний вік | Постпрацездатний вік |
| -------- | ------- | ------------------ | ---------------- | -------------------- |
| Чоловіки | 44      | 4                  | 32               | 8                    |
| Жінки    | 47      | 7                  | 22               | 18                   |
| Разом    | 91      | 11                 | 54               | 26                   |